# Kayes
Kayes   este un oraș  în  partea de vest a statului Mali. Este reședința  regiunii  omonime.